# Флаг муниципального округа Метрогородок
Флаг муниципального округа Метрогородо́к в Восточном административном округе города Москвы Российской Федерации — опознавательно-правовой знак, служащий официальным символом муниципального образования.
Ныне действующий флаг утверждён решением Совета депутатов муниципального округа Метрогородок от 18 декабря 2018 года № 14/6 и внесён в Государственный геральдический регистр Российской Федерации с присвоением регистрационного номера 12220.

## Описание
«Прямоугольное двухстороннее полотнище с отношением ширины к длине 2:3, воспроизводящее фигуры из герба муниципального округа Метрогородок, выполненные зелёным, красным, чёрным, белым и жёлтым цветом».
Описание герба: «В пересечённом зелёном и червлёном поле — золотой узкий стеннозубчатый пояс, мурованный чёрным, сопровождаемый в зелени золотым бегущим лосем, а в червлени — чёрным, тонко окаймлённым серебром, выходящим шаром, обременённым двумя серебряными кирками накрест».

## Обоснование символики
Флаг муниципального округа Метрогородок создан на основе герба муниципального округа Метрогородок и повторяет его символику, языком символов и аллегорий отражая его историю, а также природные и географические особенности.
Метрогородок — крупнейший по площади муниципальный округ Москвы и один из самых зелёных: большую часть его территории занимает национальный парк «Лосиный Остров».
Жёлтый лось — символ красоты и богатства природы лесного массива «Лосиный остров», в прошлом имевшего статус заповедника, где и по сей день обитают лоси, олени, кабаны, бобры, встречаются также животные, рыбы, птицы и растения, занесенные в Красную книгу РФ.
Стеннозубчатый жёлтый мурованный пояс — символ строительства и развития: Метрогородок возник в 1930-е годы, когда на его территории была размещена автобаза для нужд Метростроя и началась прокладка первой линии столичного метрополитена.
Скрещенные кирки — символ упорного труда первых строителей московского метро, в честь которых назван Метрогородок.
Чёрный шар (круг), окаймлённый серебром, символизирует подземный тоннель, заключенный в бетон.
Примененные во флаге цвета символизируют:
зелёный цвет — символ жизни, молодости, природы, роста;
красный цвет — символ труда, мужества, жизнеутверждающей силы, красоты и праздника;
чёрный цвет — символ плодородия, мудрости, скромности, вечности бытия;
белый цвет (серебро) — символ чистоты, невинности, верности, надежности и доброты;
жёлтый цвет (золото) — символ высшей ценности, величия, солнечного света, богатства, урожая.

## Первый флаг
Решением муниципального Собрания муниципального округа Метрогородок от 10 марта 2004 года № 3/1 был утверждён флаг муниципального образования Метрогородок.
Законом города Москвы от 11 апреля 2012 года № 11, муниципальное образование Метрогородок было преобразовано в муниципальный округ Метрогородок.
Описание
«Флаг муниципального образования Метрогородок представляет собой двустороннее, прямоугольное полотнище с соотношением сторон 2:3.
Полотнище разделено горизонтальной жёлтой, зубчатой мурованной полосой, общая ширина которой составляет 3/20 ширины полотнища, на верхнюю зелёную и нижнюю красную части.
В зелёной части помещено изображение жёлтого бегущего лося. Габаритные размеры изображения составляют 4/15 длины и 3/8 ширины полотнища. Центр изображения равноудалён от боковых сторон полотнища и находится на расстоянии 9/40 длины от верхнего края полотнища.
В красной части, помещено примыкающее к середине нижнего края полотнища изображение чёрного, усечённого снизу круга с белым контуром, внутри которого — перекрещённые белые кайло и отбойный молоток. Габаритные размеры изображения составляют 9/30 длины и 3/8 ширины полотнища».
Обоснование символики
Зелёная часть полотнища и жёлтый бегущий лось означают, что исторически территория муниципального образования известна как заповедник, где в настоящее время в большом количестве водятся лоси. Зелёный цвет символизирует заповедный лесной массив Лосиного острова.
Красная часть полотнища и чёрный усечённый снизу круг, на который положены скрещённые белые кайло и отбойный молоток, указывают на то, что на территории нынешнего муниципального образования проживали первые строители московского метро. Чёрный усечённый снизу круг символически обозначает подземный тоннель.
Зубчатый мурованный пояс жёлтого цвета (золото) символизирует строительство.